# Canadian Open 1991
Die Canada Open 1991 im Badminton fanden vom 20. bis zum 22. September 1991 in Montreal statt. Die Finalspiele wurden am 22. September 1991 ausgetragen.

## Sieger und Platzierte
| Disziplin    | Gold                        | Silber                             | Bronze                            |
| ------------ | --------------------------- | ---------------------------------- | --------------------------------- |
| Herreneinzel | Steve Butler                | Andrei Antropow                    | Claus Thomsen                     |
| Herreneinzel | Steve Butler                | Andrei Antropow                    | Park Sung-woo                     |
| Dameneinzel  | Elena Rybkina               | Shim Eun-jung                      | Aiko Miyamura                     |
| Dameneinzel  | Elena Rybkina               | Shim Eun-jung                      | Irina Serova                      |
| Herrendoppel | Jalani Sidek Razif Sidek    | Ricky Subagja Rexy Mainaky         | Peter Axelsson Pär-Gunnar Jönsson |
| Herrendoppel | Jalani Sidek Razif Sidek    | Ricky Subagja Rexy Mainaky         | Nick Ponting Dave Wright          |
| Damendoppel  | Gillian Gowers Sara Sankey  | Kang Bok-seung Shim Eun-jung       | Catherine Eliza Nathanael         |
| Damendoppel  | Gillian Gowers Sara Sankey  | Kang Bok-seung Shim Eun-jung       | Julie Bradbury Gillian Clark      |
| Mixed        | Nick Ponting Gillian Gowers | Pär-Gunnar Jönsson Maria Bengtsson | Lee Sang-bok Shim Eun-jung        |
| Mixed        | Nick Ponting Gillian Gowers | Pär-Gunnar Jönsson Maria Bengtsson | Bryan Blanshard Denyse Julien     |